# Agar czekoladowy

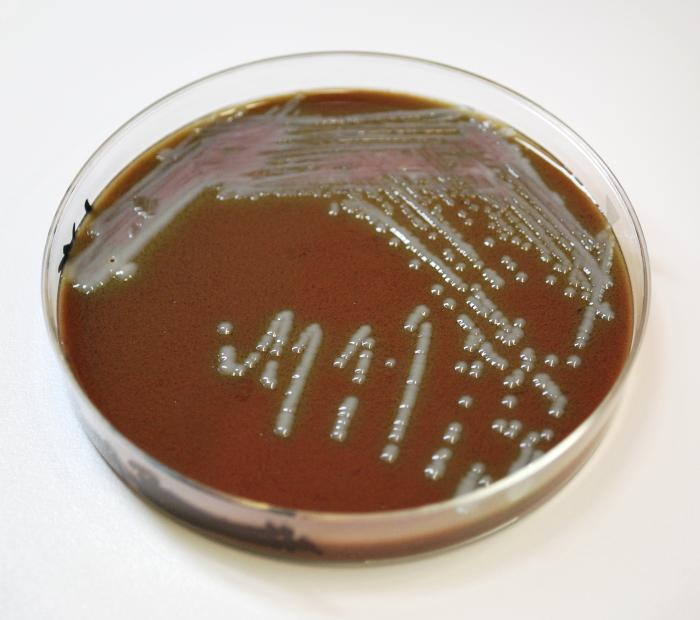
Agar czekoladowy z widocznymi koloniami Francisella tularensis. Bakteria ta wzrasta na agarze czekoladowym, nawet jeśli wynik badania BACTEC jest ujemny

Agar czekoladowy (CHOC; ang. chocolate agar) – nieselektywna mikrobiologiczna pożywka specjalna, w której skład wchodzi zlizowana krew (wzbogacająca pożywkę o NAD, hem i inne składniki odżywcze), umożliwiająca hodowlę wybrednych szczepów bakterii.
Pożywka nie zawiera czekolady, a nazwa została jej nadana wyłącznie ze względu na czekoladową barwę spowodowaną obecnością zhemolizowanych erytrocytów.

## Historia
Na początku XX wieku nie znano idealnej pożywki nadającej się do hodowli bakterii o wysokich wymaganiach odżywczych, takich jak gonokoki. Stosowano podłoża z węglanem sodu, cielęciną, albuminami (z krwi lub płynu mózgowo-rdzeniowego), brzeczką piwną, serwatką, sacharozą, moczem, wyciągiem z jąder lub jajek; rezultaty były jednak niezadowalające. W 1910 Cohen i Fitzgerald opracowali krwawy agar czekoladowy, który został użyty do hodowli Haemophilus. W 1927 McLeod opracował podłoże, użyte po raz pierwszy do (udanej) hodowli gonokoków. W latach 30. XX wieku agar czekoladowy przygotowywano poprzez podgrzewanie agaru z krwią, natomiast wcześniej ogrzewano wyciąg z mięsa.
Problemem podłoża był wzrost bakterii stanowiących florę fizjologiczną – przykładowo przy posiewie w kierunku gonokoków częściej wyrastał Proteus mirabilis. Dopiero dodawanie do pożywki ristocetyny i polimyksyn (1964), wankomycyny i nystatyny (1967) oraz trimetoprymu (1970) rozwiązało problem bakterii komensalnych.

## Skład
W skład agaru czekoladowego wchodzą:
- agar-agar;
- pepton;
- mąka kukurydziana;
- K2HPO4;
- KH2PO4;
- oryginalnie krew, najczęściej owcy, przy czym jakość pożywki czekoladowej zależnie od źródła krwi (koza, baran, owca, świnia[9]) jest podobna[10], obecnie źródłem niezbędnych substancji (hem, NAD etc.) nie jest zwykle krew, ale są one dodawane osobno[2];
- ewentualne dodatki (patrz sekcja warianty).

## Przygotowanie
Pożywkę przygotowuje się poprzez kilkukrotne podgrzewanie i ochładzanie w łaźni wodnej agaru z krwią w temperaturze 100 °C i pod wyższym ciśnieniem; po pewnym czasie pojawia się jednolite zabarwienie, oznaczające hemolizę krwinek czerwonych (istnieje wiele protokołów z różnymi czasami ogrzewania i temperaturą). W przypadku przygotowania pożywki z krwi świni temperatura musi być nieco wyższa. Krew kozy posiada termowrażliwy inhibitor wzrostu działający na Haemophilus, co wymusza wydłużenie czasu ogrzewania do 15 minut w celu zdezaktywowania go. Efekt inhibitora nie jest neutralizowany dodatkiem NAD do nieogrzewanej pożywki.
Po wysterylizowaniu i wymieszaniu pożywka rozlewana jest do odpowiednich naczyń hodowlanych (np. szalek Petriego).
Obecnie przy produkcji CHOC niezbędne do wzrostu czynniki (NAD, hemoglobina i inne) są dodawane osobno, nie ma więc potrzeby dodawania krwi i lizy erytrocytów.

## Zastosowanie
Zaletą agaru czekoladowego jest to, że umożliwia wzrost wymagającym bakteriom takim jak Haemophilus czy Neisseria, Moraxella, które nie rosną na rutynowo stosowanych pożywkach. Gatunki te nie wytwarzają hemolizyn niszczących erytrocyty, a równocześnie potrzebują do wzrostu związków obecnych we wnętrzu tych komórek. Dlatego wzrost tych drobnoustrojów jest możliwy dopiero po uszkodzeniu erytrocytów (lizie) poprzez ich ogrzanie. Równocześnie niskie stężenie agaru zapewnia dostateczną wilgoć niezbędną do wzrostu. Podłoże stosowane jest do hodowli bakterii tlenowych lub fakultatywnych beztlenowców. Wzrastają na nim – podobnie jak na agarze krwawym – paciorkowce i gronkowce.
Agar czekoladowy jest najlepszym podłożem do hodowli Bartonella henselae (obok agaru z krwi króliczej) oraz Eikenella corrodens.
Wyniki odczytuje się zazwyczaj po 48 godzinach (18–24 w przypadku gonokoków).
Krew
Agar czekoladowy jest rutynowo wykorzystywany podczas posiewu krwi przy podejrzeniu bakteriemii lub infekcyjnego zapalenia wsierdzia.
Płyn mózgowo-rdzeniowy
Przy podejrzeniu zapalenia opon-mózgowo rdzeniowych należy bezwzględnie wykonać posiew na agarze czekoladowym, ponieważ dwoinka zapalenia opon mózgowo-rdzeniowych nie wzrasta na innych podłożach.
Plwocina
Agar czekoladowy z bacytracyną jest używany przy posiewie plwociny.
Żółć
Rutynowe posiewy żółci na agar czekoladowy nie są zalecane, chyba że preparat bezpośredni będzie charakterystyczny dla Haemophilus.
Mocz
0,27% przypadków zakażeń układu moczowego jest spowodowane przez Haemophilus, natomiast w podgrupie dzieci wskaźnik ten wzrasta do 0,88%. Z tego powodu zaleca się posiew moczu na agar czekoladowy przynajmniej u dzieci, nie jest to jednak wymogiem.
Posiew z tkanek
Agar czekoladowy jest wykorzystywany przy posiewach w przypadku zapaleń tkanek głębokich – na przykład tkanki łącznej, zapalenia ucha oraz szpiku u dzieci. Przy wymazie z oka należy zawsze wykonać posiew także na agarze czekoladowym.
Agar czekoladowy nie jest zalecany przy posiewie bioptatów żołądka, ponieważ inne rutynowo stosowane podłoża zapewniają efektywniejszy wzrost Helicobacter pylori.
Hodowla grzybów
Podłoże to nie jest stosowane podczas diagnostyki zakażeń grzybiczych jednak wzrastają na nim liczne grzyby. W badaniu porównawczym 5 podłóż (w tym Sabourauda) najszybszy wzrost grzybów uzyskano na agarze czekoladowym. Wyjątkiem było Histoplasma capsulatum gdzie nie uzyskiwano wzrostu – być może wzrost tych grzybów na agarze z krwią jest dłuższy, a metodologia zakładała hodowlę podłóż krwawych jedynie przez 3 dni. Z powodu H. capsulatum nie zaleca się ograniczania tradycyjnych podłóż w kierunku grzybów.
Badanie oporności
Badanie oporności prątków gruźlicy za pomocą E-testów nie powinno się odbywać na agarze czekoladowym ze względu na długi czas oczekiwania wyników (21 dni); agar krwawy zapewnia krótszy okres oczekiwania (10 dni) i to on powinien być stosowany jeśli laboratorium nie dysponuje podłożem Middlebrooka 7H11.

## Ograniczenia
Wadą pożywki jest to, że wyrastają na nich praktycznie wszystkie możliwe bakterie pobrane w biomateriale, dlatego posiew np. z kału jest niemożliwy. Z tych przyczyn, jeśli jest to możliwe, wykorzystuje się inne podłoża, na których może wyrosnąć tylko jeden rodzaj bakterii.
Nie jest możliwa ocena strefy hemolizy wokół kolonii (w przeciwieństwie do agaru z krwią); występuje natomiast zmiana zabarwienia jeśli szczepy bakterii wytwarzają peroksydazę.

## Warianty
Isovitalex

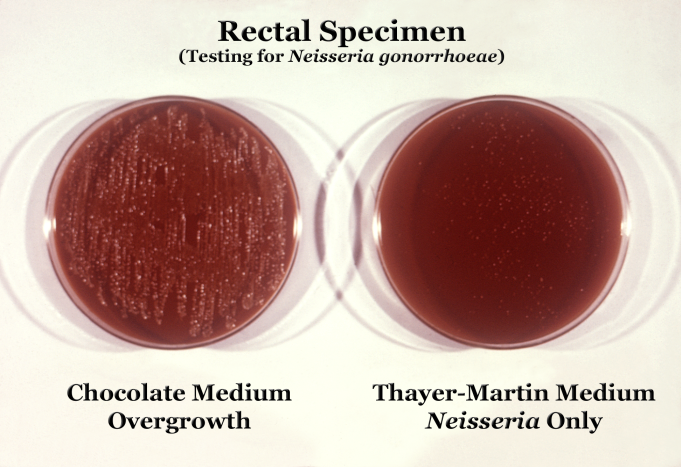
Jako pożywka nieselektywna agar czekoladowy umożliwia wzrost nie tylko poszukiwanemu drobnoustrojowi, ale także wielu innym (szalka po lewej stronie). Inaczej wygląda wzrost jednego drobnoustroju na podłożu selektywnym po stronie prawej grafiki, gdzie wzrasta wyłącznie dwoinka rzeżączki

Wersja agaru czekoladowego wzbogacona o składnik isovitalex (IVX), będący źródłem dodatkowych cząsteczek NAD dla H. influenzae. Nieznacznie przyspiesza on wzrost na płytkach z agarem czekoladowym (kolonie bakterii w porównaniu do podłoża standardowego większe o około 1mm), jednak cena takiej pożywki jest dwa razy większa; dlatego nie jest preferowana przez część badaczy.
W skład dodatku isovitalex wchodzi glukoza, L-cysteina, L-glutamina, adenina, guanina, witamina B12, tiamina oraz NAD.
Witamina B6
Pożywka z dodatkiem witaminy B6 używana do hodowli niektórych paciorkowców.
Agar czekoladowy II
Głównym dodatkiem jest kazeina oraz inne źródło peptonu.
Antybiotyki
Antybiotyki są dodawane w celu selekcji niepożądanych szczepów (agar czekoladowy po ich dodaniu staje się z pożywki nieselektywnej, pożywką selektywną).
- Bacytracyna – wybiórcza dla Haemophilus; dodatek ten jest zalecany dla posiewu z górnych dróg oddechowych (zanieczyszczenia florą fizjologiczną)[18];
- Wankomycyna – hamuje wzrost bakterii Gram-dodatnich (oraz rzadko także poszukiwane N. gonorrhoeae[2]). Można stosować zamiennie teikoplaninę[38] lub linkomycynę[39];
- Kolistyna – hamuje wzrost bakterii Gram-ujemnych;
- Nystatyna – hamuje wzrost grzybów. Ponieważ część szczepów Candida albicans jest oporna na nystatynę, stosuje się zamiennie anizomycynę lub amfoterycynę B[2];
- Trimetoprym – hamuje wzrost bakterii z rodzaju Proteus.